# Lúcio Flávio dos Santos
Lúcio Flávio dos Santos (Curitiba, Brasil; 3 de febrero de 1979), conocido como Lúcio Flávio, es un exfutbolista brasileño que jugaba como mediocentro ofensivo, aunque también se podía desempeñar como extremo por las bandas. Su último club fue Joinville Esporte Clube del Campeonato Catarinense.

## Clubes
| Club                  | País   | Año         |
| --------------------- | ------ | ----------- |
| Paraná Clube          | Brasil | 1996 - 1998 |
| Internacional         | Brasil | 1999        |
| Paraná Clube          | Brasil | 1999 - 2002 |
| Coritiba              | Brasil | 2002        |
| Atlético Mineiro      | Brasil | 2003        |
| São Caetano           | Brasil | 2004 - 2005 |
| → Al Ahli SC (cedido) | Catar  | 2004 - 2005 |
| Botafogo              | Brasil | 2006 - 2008 |
| Santos                | Brasil | 2009        |
| Botafogo              | Brasil | 2009 - 2010 |
| Atlas de Guadalajara  | México | 2011        |
| Vitória               | Brasil | 2011 - 2012 |
| Paraná Clube          | Brasil | 2012 - 2015 |
| Coritiba              | Brasil | 2015 - 2016 |
| ABC                   | Brasil | 2016 - 2017 |
| Joinville             | Brasil | 2017        |

## Palmarés
| Título              | Club        | País   | Año  |
| ------------------- | ----------- | ------ | ---- |
| Serie B             | Paraná      | Brasil | 2000 |
| Campeonato Paulista | São Caetano | Brasil | 2004 |
| Taça Guanabara      | Botafogo    | Brasil | 2006 |
| Campeonato Carioca  | Botafogo    | Brasil | 2006 |
| Taça Río            | Botafogo    | Brasil | 2007 |
| Taça Río            | Botafogo    | Brasil | 2008 |
| Taça Guanabara      | Botafogo    | Brasil | 2009 |